# My Boys (serie televisiva 2006)
My Boys è una sitcom statunitense che è stata trasmessa dal 28 novembre 2006 al 12 settembre 2010 su TBS, concentrata su una editorialista sportiva di Chicago, Illinois, P.J. Franklin, interpretata da Jordana Spiro, e degli uomini della sua vita, tra cui suo fratello e la sua migliore amica. La serie è prodotta da Pariah, 2 Out Rally e Sony Pictures Television.
La serie è inedita in Italia.

## Trama
P.J. Franklin è una giornalista sportiva professionista in cerca dell'amore nel suo mondo dominato dal suo gruppo di amici maschi. I suoi "ragazzi" sono la sua famiglia, che a volte ostacola la vita sentimentale di P.J., poiché gli uomini che cerca di frequentare non sanno come reagire ai suoi interessi non convenzionali e agli uomini più importanti della sua vita.
Il suo approccio da maschiaccio e diretto alle relazioni tende a intimidire i potenziali corteggiatori, il che porta la sua unica amica a consigliarle di vestirsi e comportarsi in modo più femminile. Essere "uno dei ragazzi" può significare un sacco di cose fantastiche: partite di poker, partite di softball improvvisate, guardare lo sport o semplicemente passare il tempo in un bar preferito. Ma, per P.J., essere una ragazza che è uno dei ragazzi può essere impegnativo.
Durante la prima stagione, molti degli episodi coinvolgevano alcuni dei personaggi che andavano su match.com, uno sponsor a cui si fa spesso riferimento nelle conversazioni durante la serie.

## Episodi
| Stagione         | Episodi | Prima TV USA | Prima TV Italia |
| ---------------- | ------- | ------------ | --------------- |
| Prima stagione   | 22      | 2006-2007    | inedita         |
| Seconda stagione | 9       | 2008         | inedita         |
| Terza stagione   | 9       | 2009         | inedita         |
| Quarta stagione  | 9       | 2010         | inedita         |